# Starley
Starley Hope, dite Starley, née le 3 octobre 1987 à Sydney, est une chanteuse et auteure-compositrice australienne. Elle est principalement connue en 2016 grâce à son premier single intitulé Call on Me.

## Biographie
Starley Hope est née le 3 octobre 1987 à Sydney, et a été élevée en Australie. Plus tard, elle a déménagé à Londres pour poursuivre sa carrière dans la musique, avant de retourner en Australie et signer avec le label Tinted Records.

## Carrière
Starley a sorti son premier single Call on Me le 29 juillet 2016 avec le label Tinted Records. La chanson a été ressortie avec les labels Tinted Records et Epic Records le 13 octobre 2016.
Elle a été certifiée Platine le 22 mai 2017 aux États-Unis.
Son premier album intitulé "One of One" sort le 25 septembre 2020 sous le label Central Station Records.

## Discographie

### Album studio
| Title      | Details                                                                                                 |
| ---------- | --- |
| One of One | - Sortie : 25 septembre 2020 - Label : Central Stations Records - Formats : Digital download, streaming |

### Singles

#### En tant qu'artiste
| Title                            | Year | Peak chart positions | Peak chart positions | Peak chart positions | Peak chart positions | Peak chart positions | Peak chart positions | Peak chart positions | Peak chart positions | Peak chart positions | Peak chart positions | Peak chart positions | Certifications | Album       |
| Title                            | Year | AUS                  | BEL (FL)             | CAN                  | DEN                  | GER                  | FRA                  | IRE                  | NZ                   | SWE                  | UK                   | US                   | Certifications | Album       |
| -------------------------------- | ---- | -------------------- | -------------------- | -------------------- | -------------------- | -------------------- | -------------------- | -------------------- | -------------------- | -------------------- | -------------------- | -------------------- | --- | ----------- |
| "Call on Me" (Ryan Riback Remix) | 2016 | 8                    | 10                   | 38                   | 4                    | 7                    | 12                   | 4                    | 9                    | 1                    | 6                    | 65                   | - ARIA: 3× Platinum - BEA: Gold - BPI: Platinum - BVMI: Platinum - SNEP: Diamond - IFPI DEN: Platinum - MC: 3× Platinum - RIAA: Platinum - RMNZ: Platinum - GLF: 5× Platinum | One of One  |
| "Touch Me"                       | 2017 | 65                   | —                    | —                    | —                    | —                    | —                    | —                    | —                    | —                    | —                    | —                    | | aucun album |
| "Been Meaning to Tell You"       | 2017 | —                    | —                    | —                    | —                    | —                    | —                    | —                    | —                    | —                    | —                    | —                    | | aucun album |
| "Love Is Love"                   | 2018 | —                    | —                    | —                    | —                    | —                    | —                    | —                    | —                    | —                    | —                    | —                    | | One of One  |
| "Signs"                          | 2018 | —                    | —                    | —                    | —                    | —                    | —                    | —                    | —                    | —                    | —                    | —                    | | One of One  |
| "Lovers + Strangers"             | 2019 | —                    | —                    | —                    | —                    | —                    | —                    | —                    | —                    | —                    | —                    | —                    | | One of One  |
| "Arms Around Me"                 | 2020 | —                    | —                    | —                    | —                    | —                    | —                    | —                    | —                    | —                    | —                    | —                    | | One of One  |
| "Let Me In"                      | 2020 | —                    | —                    | —                    | —                    | —                    | —                    | —                    | —                    | —                    | —                    | —                    | | One of One  |

#### Participations
| Titre                                                  | Année | Positions dans les chartes | Album       |
| Titre                                                  | Année | AUS Club                   | Album       |
| ------------------------------------------------------ | ----- | -------------------------- | ----------- |
| Into You (Odd Mob feat. Starley)                       | 2016  | 1                          | Aucun album |
| Down easy (Showtek & MOTi feat. Starley & Wyclef Jean) | 2018  | -                          | Aucun album |